# Diecéze Auki
Diecéze Auki je římskokatolická diecéze nacházející se na Šalomounových ostrovech.

## Území
Zahrnuje území provincie Malaita.
Biskupským sídlem je město Auki, kde se nachází hlavní chrám, katedrála svatého Augustina.

## Historie
Diecéze byla zřízena 17. prosince 1982 bulou Qui quattuor papeže Jana Pavla II. z části území arcidiecéze Honiara.

## Seznam biskupů
- Gerard Francis Loft, S.M. (1983–2004)
- Christopher Cardone, O.P. (2004–2016)
- sede vacante (2016–2018)
- Peter Houhou (2018–2023)